# Markgraf-Georg-Friedrich-Gymnasium Kulmbach
Das Markgraf-Georg-Friedrich-Gymnasium (MGF) ist ein naturwissenschaftliches-technologisches, sprachliches und musisches Gymnasium in der Großen Kreisstadt Kulmbach in Bayern. Es befindet sich in staatlicher Trägerschaft und ist nach dem Markgrafen des  Fürstentums Brandenburg-Kulmbach Georg Friedrich I. benannt.

## Geschichte
Die Ursprünge der schulischen Entwicklung des Markgraf-Georg-Friedrich-Gymnasiums Kulmbach gehen auf das 14. Jh. zurück. Erstmals erwähnt wird eine „Lateinschule ausschließlich für Jungen“ 1369. Bestätigt wird die Existenz des Lyceums in einer Urkunde von 1393, in der ein „Schulmeister“ auftaucht. Mit der Vermittlung von Kenntnissen in Grammatik, Rhetorik, Arithmetik, Geometrie, Musik und Astronomie sollten die Schüler mit vier Klassen – Quarta bis Prima – zum Abitur geführt werden. Sowohl im Unterricht als auch in den Pausen wurde ausschließlich Latein gesprochen.
Als Standort der Lateinschule wird 1553 der Kirchplatz genannt, mit einem Doppelhaus, das aus Schule (heute Kirchplatz 4) und Schulbibliothek – die „Liberey“ – (Kirchplatz 5) besteht. Der Zerstörung Kulmbachs am 26. November 1553, dem Konraditag, fiel auch die Schule und die Bibliothek mit ihren Archivunterlagen zum Opfer. Markgraf Georg-Friedrich von Ansbach finanzierte den Wiederaufbau.
Mit der Verlegung der markgräflichen Residenz nach Bayreuth im 17. Jh. verlor Kulmbach an Bedeutung und mit ihm die Lateinschule. 1803 wurde es in eine „höhere Bürgerschule“ umgewandelt, 1819 in eine „Lateinische Vorbereitungs-Anstalt“. Bis 1872 war das Doppelhaus am Kirchplatz der Standort der Lateinschule. 1872 zog der Cantor  der Petrikirche in das zur Kirche gehörenden Gebäude ein. Die Schule wurde vorübergehend in die Bauergasse 2 verlegt und ab 1879 in das „Prinzessenhaus“, Obere Stadt 36, bis zur Fertigstellung des Neubaus im Schießgraben 1893.

Vorherige Standorte
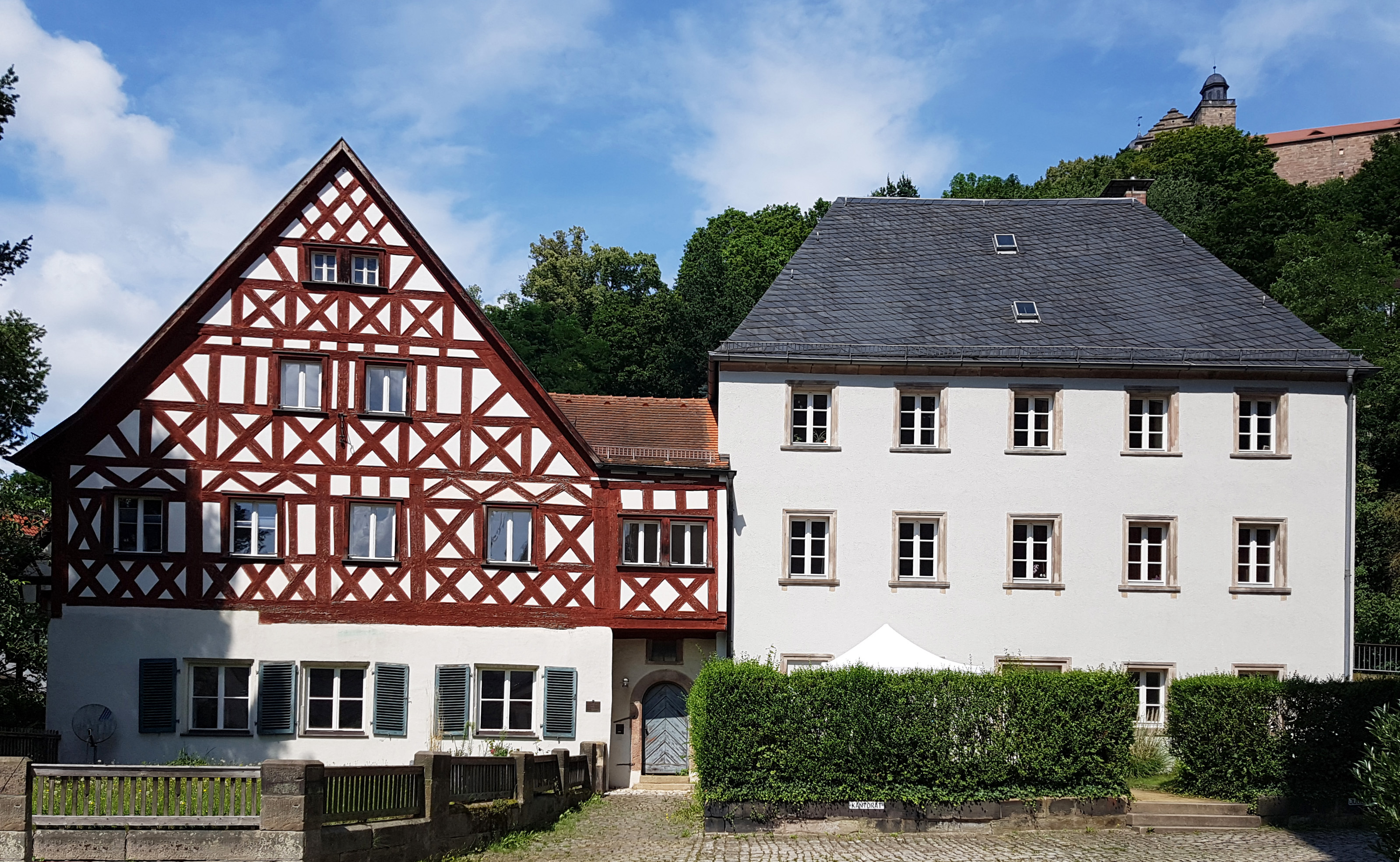
Kirchplatz 4, Alte Lateinschule (1393–1872), Kantorei
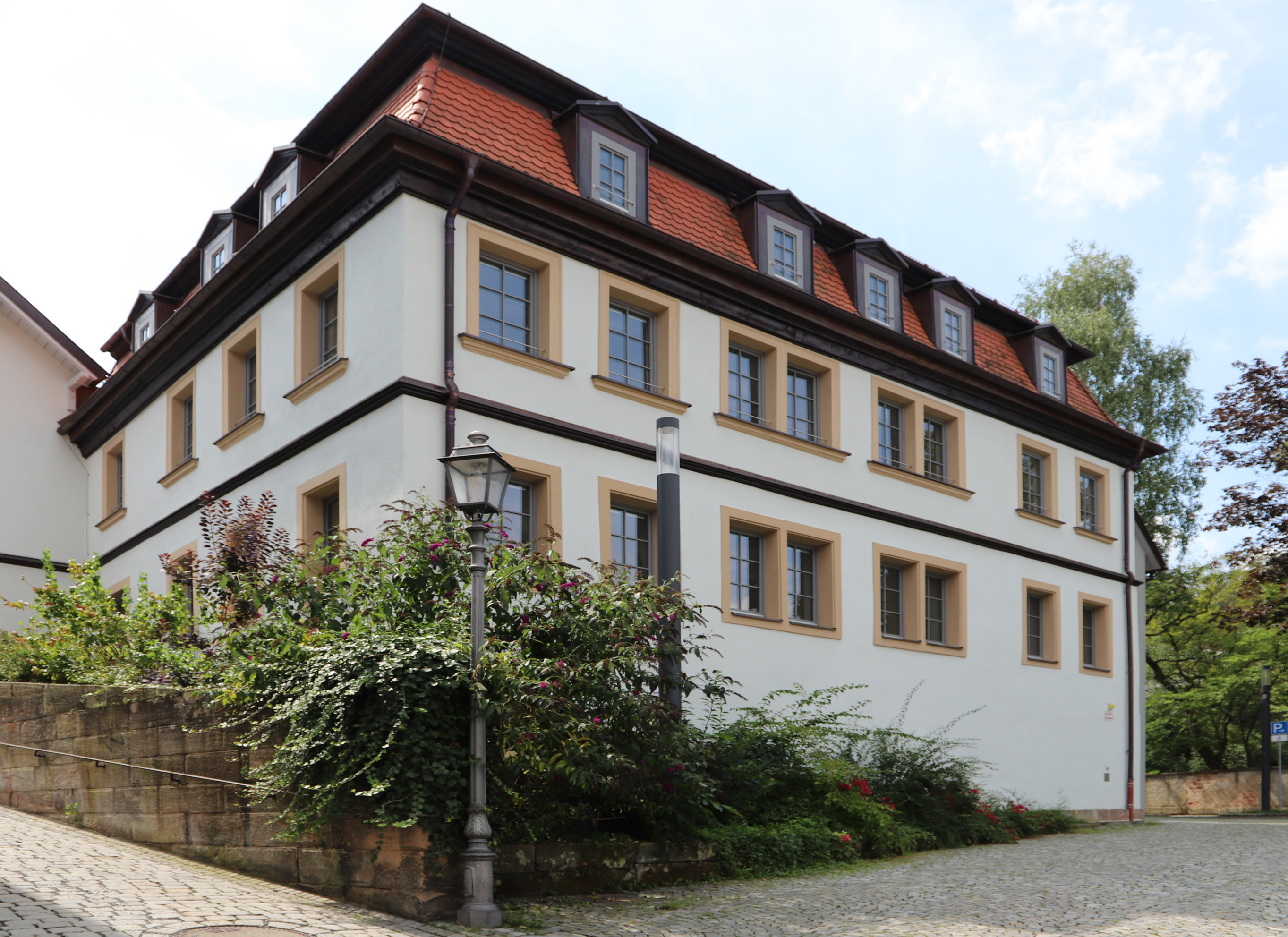
Bauergasse 2 bis 1879, Volkshochschule
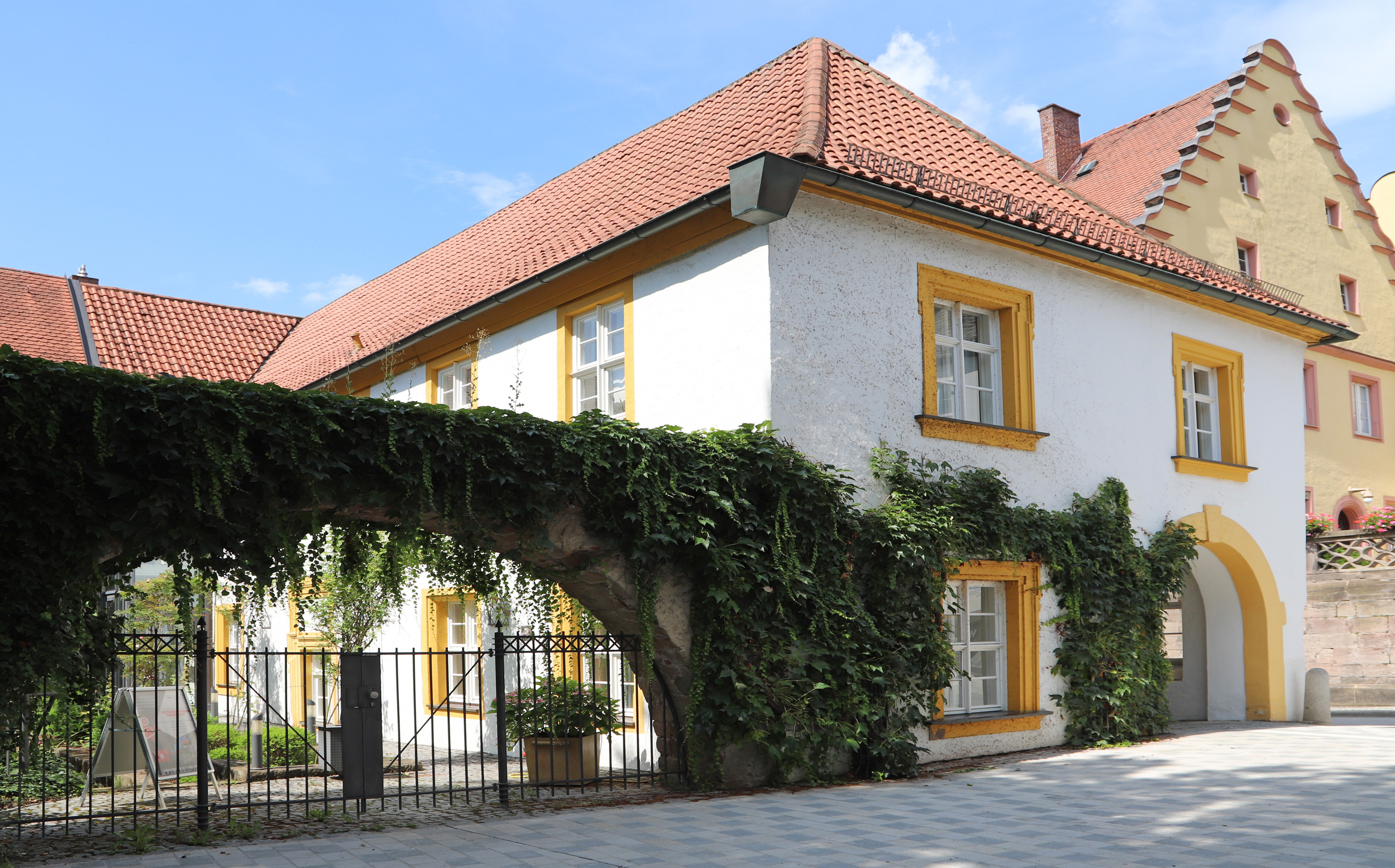
Obere Stadt 36, Prinzessenhaus, „Wiege des MGF“ (1879–1893)

Wegen zu geringer Schülerzahlen erfolgte 1891 eine weitere Umwandlung der Lateinschule in eine sechsklassige Realschule u. a. mit den neuen Fächern Englisch und Französisch. Latein war kein Unterrichtsfach mehr. Die Schülerzahl stieg auf über 200. 1892 endete die Lateinschulzeit, am 28. September 1892 nahm die Königliche Realschule ihren Unterrichtsbetrieb auf. Nach der Erweiterung der Realschule 1938 um eine siebte und achte Klasse zur Oberrealschule konnte ab 1940 auch in Kulmbach das Abitur abgelegt werden.
Kriegsbedingt wurde die Schule am 1. April 1945 geschlossen, nachdem bereits vorher ein Teil der Schulräume als Lazarett verwendet worden waren. Ein Jahr lang quartierten sich die Amerikaner ein, danach konnte der Unterrichtsbetrieb wieder aufgenommen werden. Allerdings waren vorher alle Schulmöbel und die Einrichtungen für den Unterricht (Physik, Biologie, Bücherei) entfernt worden. Nach dem Krieg wurde 1949 die achtstufige Oberrealschule um eine neunte Klasse erweitert.
1948 wurde ein humanistischer Zweig eingerichtet mit Latein als erste, Englisch als zweite und Griechisch als dritte Fremdsprache. 25 Schüler entschieden sich für diesen Zweig, auch Mädchen waren zugelassen. Ab 1976 konnten Schüler, die mit Latein begonnen hatten, auch in den mathematisch-naturwissenschaftlichen und den neusprachlichen Zweig wechseln. Damit ließ das Interesse an Griechisch als dritte Fremdsprache nach. 1986/87 wurde zum letzten Mal das Fach Griechisch unterrichtet; nach 39 Jahren endete das „humanistische Gymnasium“.

## Schulgebäude
Das Gebäude am Schießgraben, am Fuße des Rehberghanges, ist in der Liste der Baudenkmäler in Kulmbach unter D-4-77-128-145 als „repräsentativer dreigeschossiger Bau, Neurenaissance 1893“ eingetragen. 1954/55 veränderte sich die Fassade mit der Aufstockung der Seitenflügel um ein Stockwerk.
Das Schulgelände befindet sich auf dem ehemaligen „Prinzessengarten“ von Prinzessin Christiane Sophie Wilhelmine. Die Parkanlage war ein Geschenk ihres Cousins und Gönners Markgraf Georg Friedrich Karl, 1732 angelegt nach dem Vorbild eines französischen Barockgartens. 1891 kaufte die Stadt das 19.000 m² Areal vom Unternehmer Konrad Ruckdeschel für 60.000 Mark zum Bau einer „Realschule mit Turnhalle“. Mit dem Bau 1892 und den wegen der Hanglage verbundenen umfangreichen Erdbewegungen begann die Zerstörung der viel bewunderten und besuchten Anlage, um Platz zu machen für Schulgebäude, Turnhalle und Sportplatz. 1899 wurde ein botanischer Garten angelegt, der die noch vorhandenen seltenen Gewächse aufnahm und auch für Unterrichtszwecke dienen sollte. 1966 mit dem Beginn der Errichtung eines zweigeschossigen Flachbaus verschwand der botanische Garten, das Sommerschlösschen „Wilhelminenruhe“ wurde abgebrochen.

## Bauliche Erweiterungen

Gebäude für die Ganztagesbetreuung (C-Bau) an der Stelle der alten Turnhalle

Bis zum Zweiten Weltkrieg gab es kaum bauliche Veränderungen seit der Fertigstellung des Hauptgebäudes und der Turnhalle 1893. Mit der Zunahme der Schülerzahlen von 765 Schülern im Schuljahr 1947/48 auf die Rekordmarke von 1186 im Schuljahr 1978/79 und den Möglichkeiten, die das große Areal des ehemaligen Prinzessengartens bot, kam es zu umfangreichen Erweiterungen auf dem Schulgelände:
1955: Aufstockung des Hauptgebäudes (H-Bau) um ein drittes Obergeschoss; 1970: zweigeschossiger Neubau (F-Bau) auf dem Gelände des Prinzessenhauses mit Fachklassentrakt, Turnhalle, Hausmeisterwohnung und Außensportanlage; 2003: Zweifachturnhalle; 2006: Abriss der alten Turnhalle und Errichtung eines Neubaus für die Ganztagesbetreuung mit Cafeteria, Internetcafé, Schülerbücherei und Aufenthaltsraum, sowie zusätzliche Klassenzimmer für die Laptop-Klassen (C-Bau); 2016: Pausenhalle (M-Bau).

## Namensänderung 1962
„1962 wurde allen bayerischen Gymnasien vom Kultusministerium nahegelegt, ihrer Schule eine eigene Identität zu geben. Ein Name sollte es sein, der mit der Geschichte des Ortes oder einer bedeutenden Persönlichkeit in Verbindung steht.“ Über ein halbes Jahr rang die Lehrerschaft über eine Einigung zur Namensgebung als Nachfolge für Oberrealschule mit Gymnasium. Von den beiden Favoriten setzte sich der Markgraf Georg Friedrich gegenüber dem Maler Hans Sueß durch. Er hatte die unter seinem Vorgänger Alcibiades zerstörte Stadt und Burg wieder aufgebaut, finanzierte 1567 den Neubau der Lateinschule und ließ 1594 Pläne für eine Universität entwickeln. Nach über 400 Jahren ist 2017 mit der Entscheidung der Universität Bayreuth, in Kulmbach einen Campus einzurichten, diese Idee Realität geworden.

## Auszeichnungen
- MINT-freundliche Schule[9]
- Umweltschule in Europa[10]
- Ausgezeichnete Schule im Netzwerk Junior-Ingenieur-Akademie[11]

## Partnerschulen – Schüleraustausch
- Kilmarnock und Loudon-Distrikt, Schottland, Schüleraustausch 1979 bis 1991, zusammen mit dem Caspar-Vischer-Gymnasium Kulmbach, Städtepartnerschaft mit Kulmbach 1974[4]
- Collège in Quéven, Frankreich, Partner Schule 1984, Schüleraustausch zusammen mit dem Caspar-Vischer-Gymnasium Kulmbach[4]
- MGF, Partnerschule im Pädagogischen Austauschdienst PAD, Betreuung von Gastschülern aus den USA, seit 2004[3][12]
- Schüleraustausch mit Partnerschule Matthias-Lerch-Gymnasium, Brünn, Tschechien, seit 2004[3][12]
- Gymnasium in Hortiatis bei Thessaloniki, Griechenland, im Rahmen des Netzwerks der Junior-Ingenieur-Akademien, seit 2019[12]
- Sprachreisen Kent School of English, Broadstairs, England[13][12]
- Schüleraustausch mit Partnerschule Collège Jean-Moulin, Marmande, Frankreich, seit 2023[14]
- Schüleraustausch Albacete, Spanien, seit 2024

## Betreuungsangebote und Ausbildungsrichtungen
„Besondere Betreuungsangebote
-  bilinguales Angebot
-  Ganztagsschulbetrieb in gebundener Form
-  Ganztagsschulbetrieb in offener Form

Ausbildungsrichtungen
- Naturwissenschaftlich-technologisches Gymnasium, Sprachenfolge E, L (Jahrgangsstufen 5–12, voll ausgebaut)
- Naturwissenschaftlich-technologisches Gymnasium, Sprachenfolge E, F (Jahrgangsstufen 5–12, voll ausgebaut)
- Sprachliches Gymnasium, Sprachenfolge E, L, Sp (Jahrgangsstufen 5–12, voll ausgebaut)
- Sprachliches Gymnasium, Sprachenfolge E, F, Sp (Jahrgangsstufen 5–12, voll ausgebaut)
- Musisches Gymnasium, Sprachenfolge E, L (Jahrgangsstufen 5–12, voll ausgebaut)“

## Ehemalige Schüler
- Thomas Gottschalk (* 1950), Rundfunkmoderator, Schauspieler und Showmaster, 1960–1971 Oberrealschule / MGF-Gymnasium[3][4]
- Hans Wilsdorf (1881–1960), Gründer der Uhrenmarke Rolex, 1890/91 Lateinschule[4]
- Friedrich Taubmann (1565–1613), Humanist, Dichter, 1578–1582 Lateinschule[4]